# Koninklijke Hockey Club Leuven
Koninklijke Hockey Club Leuven is een Belgische hockeyclub uit Heverlee (Leuven). De vereniging speelt haar thuiswedstrijden op het complex aan de Hertogstraat en telt ruim 1000 leden in alle leeftijdscategorieën.

## Geschiedenis
De club werd in 1929 opgericht als Hockey Club Louvain door zeven Leuvense vrienden (Georges Scheers, Jean en Paul Vander Elst, Jacques en André Delvaulx, Paul Schmit en J. Geerts) en is bij de KBHB aangesloten onder stamnummer 804. Sinds 1968 draagt de club het predicaat “Koninklijk”.
KHC Leuven kende diverse thuislocaties: Den Dreef, het Sportkot, Heuvelhof (Kessel-Lo) en het Van Hovestadion. Alvorens in april 2016 haar huidige infrastructuur tegenover Kwartier Cmdt De Hemptinne in gebruik te nemen.
De heren werden in 2008 landskampioen en bereikten tijdens de EHL 2008-09 de halve finale, uiteindelijk goed voor de vierde plaats. In 2017-18 degradeerden zij naar de Eerste nationale, promoveerden opnieuw in 2019 maar zakten in 2023 wederom naar Nationale 1.  
De dames behaalden vijf landstitels in de jaren 1990 en eindigden in het seizoen 2024-25 als vierde in de Hockey League.

## Clubidentiteit
Sinds 2023 voert de club de slogan “Vista Grinta – My Club, My Leuv”, die regelmatig op sociale media verschijnt.

## Organisatie
- Ludovic Depoortere – voorzitter[5]
- Valérie Fontaine – secretaris
- Alec Wouters – bestuurder
- Ivo De Coster – bestuurder
- Lander Torfs – bestuurder
- Nico Swinnen – bestuurder
- Christophe Olenaed – bestuurder
- David Vanderwegen – bestuurder

## Jeugdwerking
De club telt meer dan 1000 leden, met ploegen van U7 tot U19 en een eigen jeugdtornooi Hockeyrockers voor teams tot en met de U14.

## Accommodatie
Het complex omvat twee FIH-conforme watervelden, een modern clubhuis en parkeervoorzieningen. Er is plaats voor een derde veld. Het clubhuis wordt gedeeld met Wielerbond Vlaanderen – afdeling Vlaams-Brabant.

## Europese campagne
| Seizoen | Resultaat                | Bron                                                   |
| ------- | ------------------------ | ------------------------------------------------------ |
| 2008-09 | 4e plaats (halve finale) | EHL 2008-09 – Final Four. Geraadpleegd op 4 juli 2025. |

## Palmares
Heren
- 1× Landskampioen – 2008
- 2× Beker van België – 1996, 1999

Dames
- 5× Landskampioen – 1993, 1996, 1997, 1998, 1999
- 1× Beker van België – 1991

## Damesploeg seizoen 2024–25
| Rugnr. | Positie     | Nat. | Speelster            |
| ------ | ----------- | ---- | -------------------- |
| 1      | Keeper      | BEL  | Anna Moors           |
| 2      | Middenveld  | BEL  | Elise Bertram        |
| 3      | Middenveld  | BEL  | Perrine De Clerck    |
| 5      | Aanval      | BEL  | Marie Goens          |
| 6      | Middenveld  | AUS  | Sarah Byrnes         |
| 7      | Verdediging | BEL  | Emma Plets           |
| 8      | Verdediging | ARG  | Sofia Darnay         |
| 9      | Aanval      | AUS  | Shanea Tonkin        |
| 10     | Aanval      | BEL  | Finne Smulders       |
| 11     | Verdediging | ESP  | Estel Forte Genesca  |
| 12     | Aanval      | BEL  | Lisl Denef           |
| 13     | Aanval      | BEL  | Romi Van Onsem       |
| 14     | Middenveld  | BEL  | Lisa Moors           |
| 15     | Verdediging | ESP  | Paula Mesones        |
| 16     | Verdediging | BEL  | Maxine Bertram       |
| 18     | Aanval      | AUS  | Rebecca Greiner      |
| 21     | Keeper      | BEL  | Marie Gelders        |
| 22     | Middenveld  | BEL  | Mien Palfliet        |
| 25     | Middenveld  | BEL  | Loes Palfliet        |
| 27     | Verdediging | BEL  | Aline Vanderstraeten |
| 31     | Verdediging | BEL  | Heleen Toelen        |

## Bekende (ex-)spelers
- Dominique Beckers
- Joeri Beunen
- Fabrice Bourdeaud’hui
- James Carr
- Géraldine Chardome
- Tom Degroote
- Nicolas Della Torre[6]
- Bernard Dewamme
- Pere Divorra
- Simon Gougnard[7]
- Gregory Gucassoff
- Patrice Houssein
- Nicolas Jacobi[8]
- Laurent Jacquet
- Manu Leroy
- Luke Madeley
- Pierre-Louis Maraite
- Sara McManus[9]
- Santiago Montelli
- Sean Murray
- Stephanie Norlander[10]
- Shirley Pauwels
- Bosco Perez-Pla
- Carlota Petchamé
- Viktor Pokorny
- Pau Quemada
- Audry Renaer
- Thierry Renaer
- Brienne Stairs
- Vincent Vanasch
- Lieselotte Van Lindt
- Daragh Walsh
- Kate Wright